# Pan Cerowany
Pan Cerowany – jedna z wczesnych polskich dobranocek telewizyjnych, emitowana w Telewizji Polskiej w latach 60. XX wieku.    
Bohaterem bajki była pacynka, stworzona przez scenograf Lidię Wopaleńską z jednopalcowej rękawiczki, z naszytymi guzikami jako oczyma. Głosu lalce użyczał Hubert Antoszewski. Dialogi w serialu napisała pisarka Maria Terlikowska.